# Die allseitig reduzierte Persönlichkeit – Redupers
Die allseitig reduzierte Persönlichkeit – Redupers (en alemany La personalitat reduïda per tots els costats) és una pel·lícula alemanya dirigida per Helke Sander. Va ser estrenada el 26 de febrer de 1978 al fòrum de la Berlinale. L'estrena al cinema va ser el 27 de febrer de 1978, la primera emissió l'11 d'octubre de 1979 a la ZDF.

## Acció
Edda Chiemnyjewski treballa com a fotògrafa de premsa independent a Berlín Occidental. Amb els ingressos gairebé no es pot mantenir ella mateixa i la seva filla, de manera que sovint treballa fins ben entrada la nit. També s'ha de fer càrrec de la llar i de les necessitats de la seva filla. Intenta mantenir la seva vida privada el millor possible i alhora troba realització en la seva feina. Amb prou feines pot seguir el ritme quotidià que s'ha imposat a ella mateixa; en canvi, les estructures es difuminen. L'Edda intenta reduir els seus compromisos, perseguint només alguns aspectes importants de la vida i deixant-ne d'altres. En un nou projecte, se suposa que capturarà la seva imatge de la ciutat amb altres dones. Les fotografies s'han d'adjuntar a espais publicitaris i promoure el turisme. Tanmateix, les dones aporten la seva pròpia imatge per assenyalar críticament aspectes desatesos. Aviat arriben als seus límits personalment i políticament; els patrocinadors estan insatisfets. Ara les dones han d'inventar llistes, fer complir les seves intencions i fer front als conflictes. No estan acostumades a maniobrar en el món masculí.

## Repartiment
- Helke Sander: Edda Chiemnyjewski
- Joachim Baumann: Reporter estrella
- Andrea Malkowsky: Dorothea Chiemnyjewski
- Ronny Tanner: Werner
- Gesine Strempel: fotògrafa
- Gislind Nabakowski: fotògrafa
- Gisela Zies: fotògrafa
- Helga Storck: fotògrafa

## Crítica
El Filmdienst jutja que el primer llargmetratge de Helke Sander recorda "en la seva combinació de ficció i documental, en la seva argumentació assagística i en la seva seca burla a Alexander Kluge", encara que "ampliat per incloure un perspectiva feminista, que fa de la pel·lícula un document reeixit i important de consciència femenina".

## Premis
- 1977: qualificació de "particularment valuosa" per la Filmbewertungsstelle Wiesbaden
- 1978: menció especial al fòrum de la Berlinale (Premi Interfilm)[3]
- 1978: 1r premi al Festival de Cinema de Iéras
- 1978: Prix l'age d'or, Festival Internacional de Cinema de Brussel·les